# Vikasnagar
Vikasnagar is een stad en gemeente in het district Dehradun van de Indiase staat Uttarakhand. 

## Demografie
Volgens de Indiase volkstelling van 2001 wonen er 12.485 mensen in Vikasnagar, waarvan 53% mannelijk en 47% vrouwelijk is. De plaats heeft een alfabetiseringsgraad van 76%. 